# Glochidion anfractuosum
Glochidion anfractuosum är en emblikaväxtart som beskrevs av Lilian Suzette Gibbs. Glochidion anfractuosum ingår i släktet Glochidion och familjen emblikaväxter. Inga underarter finns listade i Catalogue of Life.